# مرکز کنترل و پیشگیری از بیماری (ایالات متحده)
مرکز کنترل و پیشگیری از بیماری (به انگلیسی: Centers for Disease Control and Prevention) یا CDC یکی از آژانس‌های ایالات متحده آمریکا و تحت نظر وزارت بهداشت و خدمات انسانی آن است که به‌طور رسمی در سطح دولت فدرال ایالات متحده آمریکا فعالیت دارد. ساختمان مرکزی این سازمان در آتلانتا، جورجیا قرار دارد. این مرکز با ارائه اطلاعات پیرامون بهداشت، جهت محافظت از بهداشت عمومی و سلامتی کار می‌کند و در این راه از وزارت بهداشت و سازمان‌های دیگر کمک می‌گیرد.
این اداره عمدتاً بر پیشگیری از بیماری‌های عفونی، مسمومیت‌های غذایی، بهداشت محیط و ارتقا سلامت، در ایالات متحده و سراسر دنیا تمرکز دارد.